# Peaches (bài hát của Jack Black)
"Peaches" là một bài hát của nam ca sĩ nhạc rock người Mỹ Jack Black được phát hành vào ngày 7 tháng 4 năm 2023. Bài hát được trích từ ca khúc thứ 17 trong album Phim anh em Super Mario từ bộ phim cùng tên. Ca khúc nói về nhân vật của Black, Bowser đang biểu diễn ca khúc trên đàn piano để bày tỏ tình cảm của mình dành cho Công chúa Peach. Ý tưởng để có một bài hát của Bowser cũng là từ ý tưởng của Jack Black. Anh đã phát hành bản thu âm cuối cùng của bài hát vài ngày sau khi bản demo được gửi.
Bài hát đã nhận được nhiều đánh giá cao từ các nhà phê bình âm nhạc. Một video âm nhạc do Cole Bennett đạo diễn đã được sản xuất và đăng tải lên YouTube. Khi phát hành lần đầu, "Peaches" đã xuất hiện ở vị trí thứ 61 trên bảng xếp hạng phát trực tuyến iTunes, và vào ngày 9 tháng 4 đã lọt vào Top 15.

## Video âm nhạc
Bài hát đã có được 2 video âm nhạc chính thức. Đầu tiên là một video âm nhạc phiên bản live-action do Cole Bennett đạo diễn. Video đang mô tả Black đang chơi bài hát trên đàn piano khi anh đang ở trong một căn phòng có cửa sổ và nhìn ra phong cảnh CGi như trong phim. Video được tải lên bởi Lyrical Lemonade vào ngày 7 tháng 4 năm 2023. Cùng ngày, một video hậu trường đã được đăng trên kênh phụ của Lyrical Lemonade. Vào ngày 10 tháng 4 năm 2023, video âm nhạc đã đạt vị trí thứ 2 trên trang xu hướng âm nhạc của YouTube và đã nhận được hơn 5 triệu lượt xem. Cùng với công ty Illumination, IGN và kênh "Chủ đề" được tải lên lại của bài hát đã thu về tổng cộng là hơn 10 triệu lượt xem.
Video thứ hai có các clip như Bowser đang biểu diễn ca khúc trên đàn piano, cũng như là các clip khác ở trong phim. Video được tải lên bởi công ty Illumination vào ngày 10 tháng 4 năm 2023.